# Le Docteur Pulder sème des pavots
Pour plus de détails, voir Fiche technique et Distribution.
Le Docteur Pulder sème des pavots (Dokter Pulder zaait papavers) est un film néerlandais réalisé par Bert Haanstra, sorti en 1975.

## Synopsis
Un médecin d'une petite ville visite un ancien camarade devenu chirurgien. Celui-ci, en proie à des addictions, veut lui voler sa morphine.

## Fiche technique
- Titre : Le Docteur Pulder sème des pavots
- Titre original : Dokter Pulder zaait papavers
- Réalisation : Bert Haanstra
- Scénario : Anton Koolhaas d'après son roman De nagel achter het behang
- Musique : Otto Ketting
- Photographie : Anton van Munster
- Montage : Rob Hakhoff
- Production : Bert Haanstra
- Société de production : Bert Haanstra Films
- Pays :  Pays-Bas
- Genre : Drame
- Durée : 105 minutes
- Dates de sortie : 
  -  Pays-Bas : 9 octobre 1975

## Distribution
- Kees Brusse : Dr. Pulder
- Ton Lensink : Hans van Inge Liedaerd
- Dora van der Groen : Mme. Mies
- Henny Orri : Lieske Pulder
- Karin Kilian : Kitty
- Manon Alving : Mme. van Inge Liedaerd
- Peter Römer : Kamiel Pulder
- Sacco van der Made : Pronk

## Distinctions
Le film a été présenté en sélection officielle en compétition lors de Berlinale 1976.